# Кошелево (Конаковський район)
Кошелево (рос. Кошелево) — присілок в Конаковському районі Тверської області Російської Федерації.
Населення становить 377 осіб. Входить до складу муніципального утворення Городенське сільське поселення.

## Історія
Від 2005 року входить до складу муніципального утворення Городенське сільське поселення.

## Населення
| 1859 | 1886 | 2002 | 2010 |
| ---- | ---- | ---- | ---- |
| 349  | ↘321 | ↗389 | ↘377 |